# 萨拉杰·萨利姆
萨拉杰·萨利姆（阿拉伯语：‎，1996年2月10日—），沙特阿拉伯男子举重运动员，2020年亚洲举重锦标赛男子61公斤级银牌得主、2021年世界举重锦标赛男子61公斤级铜牌得主、2021年伊斯兰团结运动会男子61公斤级银牌得主。